# مایسکی (آدیغیه)
مایسکی (به لاتین: Maysky) یک منطقهٔ مسکونی در روسیه است که در شهرستان کوشخابلسکی واقع شده‌است. مایسکی ۲٬۴۰۳ نفر جمعیت دارد.